# لیپینکات
لیپینکات (انگلیسی: Lippincott) شرکت بازاریابی آمریکایی است، که در سال ۱۹۴۳ تأسیس شد.
لیپینکات یک شرکت جهانی در زمینه استراتژی برند، طراحی، مشاوره بازاریابی و تجربه است که در شهر نیویورک مستقر است و بخشی از گروه الیور وایمن، واحد تجاری شرکت‌های مارش و مک‌لنان، می‌باشد.